# Esteban de Gamarra y Contreras
Esteban de Gamarra Contreras (Bruxelles, 1593 - La Haye, 10 août 1671) est un officier et diplomate espagnol, ambassadeur extraordinaire auprès de la reine Christine de Suède en 1652 et ministre plénipotentiaire d'Espagne à La Haye de 1654 à sa mort.

## Biographie
Fils de Juan de Contreras y Gamarra, commissaire général de la Cavalerie des Pays-Bas, et d'Adriana de la Torre, il passe toute sa vie hors d'Espagne. Il étudie à Crémone, où son père a été nommé gouverneur de la ville, puis à l'Université de Pavie. Il devient officier en Italie à la mort de son père en 1617, et en 1621 marche en Flandres à la tête d'une compagnie d'infanterie. Il prend part au siège de Berg-op-Zoom (1622) et de Breda (1624). Élevé au rang de chevalier de l'Ordre de Santiago, écuyer tranchant du cardinal-infant en 1635, il poursuit la carrière des armes aux Pays-Bas à la tête d'un tercio d'infanterie puis à partir de 1646 comme général d'artillerie sur la frontière française, avant d'obtenir en 1651 le commandement de la cavalerie sur la frontière néerlandaise. L'année suivante, il se lance dans une carrière diplomatique, comme émissaire spécial auprès de Christine de Suède.
Gouverneur militaire et châtelain de Gand, à la suite du traité de Münster, il est appelé en 1654 à succéder à Antoine Brun comme ambassadeur permanent et ministre plénipotentiaire d'Espagne à La Haye, et premier ambassadeur d'Espagne auprès de la République des Provinces-Unies jusqu'à la reconnaissance effective de son indépendance. 
La principale mission de Gamarra à la tête de l'ambassade de La Haye consiste à trouver une entente avec les États Généraux, voire à terme de renverser les alliances, car l'hégémonie française croissante en Flandre devient une menace réelle pour les deux anciens ennemis. En second lieu, comme puissance maritime, la collaboration des Provinces-Unies est une condition essentielle pour la sécurité du commerce de l'Espagne avec les Amériques ; enfin, Gamarra négocie la construction et la réparation de vaisseaux espagnols dans les ports néerlandais, ce qui fait qu'en 1657 il est nommé conseiller militaire au Conseil de Flandre sur proposition du président, Pablo Spinola, marquis de los Balbases, avec lequel Gamarra entretient une correspondance suivie, étant donné l'importance vitale de son ambassade pour préserver ce que l'Espagne tient encore des Pays-Bas.
Lorsqu'en 1661, à la suite d'un incident de préséance avec l'ambassadeur de France, le baron de Watteville, ambassadeur espagnol à Londres est rappelé, la Couronne d'Espagne, jugeant que la situation est sur le point de provoquer une nouvelle guerre avec Louis XIV, propose l’intérim de cette mission à Gamarra, confiante dans son expérience diplomatique pour donner satisfaction à la France et éviter ce conflit, bien que finalement et par des circonstances diverses l'Angleterre refuse de l'agréer.
La mission diplomatique de Gamarre reste axée, à la mort de Philippe IV, sur deux priorités. La guerre anglo-hollandaise de 1664 a resserré les liens entre l'Espagne et les Provinces-Unies, depuis que la flotte néerlandaise du vice-amiral Ruyter a couvert les cargaisons d'argent espagnoles jusqu'au port de Cadix, mais le réchauffement subit des relations entre Hollandais et Anglais donne de nouvelles raisons de préoccupation à Gamarra, inquiet du respect de l'embargo et du retard pris dans la réparation des vaisseaux espagnols dans les arsenaux néerlandais. Au mois d'octobre 1667 il reçoit des dépêches, en même temps que le comte de Molina, ambassadeur à Londres, les autorisant à négocier avec la Suède la signature d'un accord de protection mutuelle contre la France. Finalement, et bien que les étapes précédentes n'aient pas abouti au résultat souhaité, l'Espagne, alliée à l'Angleterre, la Suède et la Hollande constituant la Triple-Alliance, appelle à la Guerre de Dévolution pour contrer la menace française, et contraint ainsi Louis XIV à réfréner son avance aux Pays-Bas espagnols et à négocier la paix avec l’Espagne à l'occasion du Traité d'Aix-la-Chapelle (1668), négociation dont les termes sont largement laissés à Gamarre. 
En octobre de 1670, il est remplacé à La Haye par Manuel Francisco de Lira, mais l'arrivée de son successeur est retardée jusqu'en mai 1671 et Lira ne prend effectivement ses fonctions qu'en octobre, alors que Gamarre est mort au mois d'août. Marié à sa cousine, Maria de Urquicia, il en a six enfants mais dont seule une fille lui survit : Magdalena, qui épouse le marquis de Melín ; le seul de ses fils qui embrasse la carrière militaire est tué au siège de Valenciennes (1656).